# Unité urbaine de Meaux
L'unité urbaine de Meaux est une unité urbaine française centrée sur la commune de Meaux, sous-préfecture de Seine-et-Marne en Île-de-France. 

## Données générales
Dans le zonage réalisé par l'Insee en 2010, l'unité urbaine était composée de six communes.
Dans le nouveau zonage réalisé en 2020, elle est composée de sept communes, la commune de Mareuil-lès-Meaux ayant été ajoutée au périmètre.
En 2022, avec 83 401 habitants, elle représente la 2e unité urbaine du département de la Seine-et-Marne, après l'unité urbaine de Paris et occupe également le 2e rang dans la région Île-de-France.
En 2022, sa densité de population s'élève à 1 438 hab/km2. Par sa superficie, elle ne représente que 0,98 % du territoire départemental mais, par sa population, elle regroupe 5,74 % de la population du département de la Seine-et-Marne.

## Composition 2020 de l'unité urbaine
Elle est composée des sept communes suivantes :
| Nom                  | Code Insee | Département    | Statut       | Superficie (km2) | Population (dernière pop. légale) | Densité (hab./km2) | Modifier                                    |
| -------------------- | ---------- | -------------- | ------------ | ---------------- | --------------------------------- | ------------------ | ------------------------------------------- |
| Meaux (ville-centre) | 77284      | Seine-et-Marne | ville-centre | 14,98            | 56 659 (2022)                     | 3 782              | modifier les données · modifier les données |
| Crégy-lès-Meaux      | 77143      | Seine-et-Marne | banlieue     | 3,64             | 5 419 (2022)                      | 1 489              | modifier les données · modifier les données |
| Mareuil-lès-Meaux    | 77276      | Seine-et-Marne | banlieue     | 7,17             | 3 313 (2022)                      | 462                | modifier les données · modifier les données |
| Nanteuil-lès-Meaux   | 77330      | Seine-et-Marne | banlieue     | 7,62             | 7 054 (2022)                      | 926                | modifier les données · modifier les données |
| Poincy               | 77369      | Seine-et-Marne | banlieue     | 6,24             | 776 (2022)                        | 124                | modifier les données · modifier les données |
| Trilport             | 77475      | Seine-et-Marne | banlieue     | 10,97            | 5 107 (2022)                      | 466                | modifier les données · modifier les données |
| Villenoy             | 77513      | Seine-et-Marne | banlieue     | 7,37             | 5 073 (2022)                      | 688                | modifier les données · modifier les données |

## Évolution démographique
| 1968   | 1975   | 1982   | 1990   | 1999   | 2006   | 2011   | 2016   | 2022   |
| ------ | ------ | ------ | ------ | ------ | ------ | ------ | ------ | ------ |
| 38 082 | 51 334 | 56 064 | 63 236 | 68 524 | 69 710 | 73 987 | 78 416 | 83 401 |

#### Données générales
- Unité urbaine
- Aire d'attraction d'une ville
- Liste des unités urbaines de France

#### Données démographiques en rapport avec l'unité urbaine de Meaux
- Aire d'attraction de Paris
- Arrondissement de Meaux

#### Données démographiques en rapport avec la Seine-et-Marne
- Démographie de Seine-et-Marne